# 拉乌·曼格拉普斯
拉乌·塞维利亚·曼格拉普斯（英語：Raul Sevilla Manglapus，1918年10月20日—1999年7月25日），是第二次世界大战后菲律宾的杰出政治人物，曾担任菲律宾参议员、外交部长。